# هایما ۷ایکس
هایما ۷x (به انگلیسی:haima 7x) خودروی شرکت هایما اتوموبیل  که در ایران توسط ایران خودرو تولید و عرضه می‌شود.
خودروی چند منظوره هایما ۷ایکس برای اولین بار در نمایشگاه خودروی تهران در سال ۱۴۰۱ معرفی شد. این خودرو یک محصول ۷ نفره است و آپشن های رفاهی و ایمنی خوبی را نظیر اتوپارک، رادارها، دستیار صوتی راننده و گرم کن و سردکن صندلیهای جلو شامل می شود.همچنین مجهز به سیستم ایمنی فعال ADAS، دوربین ۳۶۰ درجه سیستم کنترل فشار باد تایر, ESPS، سانروف پانورامیک، استارت دکمه‌ای، ACC Adaptive Cruise, AEB، صندلی‌های قابل تنظیم الکترونیکی، صندوق پران برقی و شارژ بی‌سیم تلفن همراه است. هایما هفت ایکس جز دسته خودروهایی است که قوای محرکه جدید این نشان چینی را با خود به همراه دارد و در بحث پلتفرم، اشتراک های قابل توجهی را با کراس اوور کوچکتر هایما ۸اس دارد.

## طراحی خودرو
این خودرو در واقع خودرویی ۷ نفره است و MPV محسوب می شود ولی شرکت هایما باز هم از المان های طراحی خودرو های کراس اور ها استفاده کرده است. هایما ۷ ایکس رینگ های بزرگتر نسبت به رقبا دارد و همچنین زه گلگیر از ویژگی های این خودرو است.
در جلوی خودرو با جلو پنجره بزرگی مواجه هستیم و چراغی که در محصولات هایما کمتر به چشم می خورد.در نمای جانبی خودرو شباهت زیادی به خودرو های mpv دارد و شیشه های بزرگ جانبی کلاس این خودرو را به ما نشان می دهد. نمای عقب این خودرو به شکل دو رنگ است و باعث جذابیت مقداری بیشتر می شود. چراغ های بزرگ در این خودرو چ خانوادگی در کنار صندوق خودرو که رنگش با بدنه متفاوت است حس متفاوتی به ما می دهد.‌

## پیشرانه
این خودرو به وسیله یک موتور ۱.۶ لیتری توربو شارژر حرکت می کند که توان تولیدی ۱۹۲ اسب بخار و گشتاور ۲۹۲ نیوتون متری را دارد.
جعبه دنده این خودروی از نوع ۶ سرعته اتوماتیک AT است که توسط کمپانی DAE ساخته می شود و فناوری هیوندای پاورتک را دارد. این خودرو نیرو را به محور جلو منتقل می کند.
مصرف سوخت این خودرو به شکل بهینه ۶.۵ لیتر به ازای ۱۰۰ کیلومتراست. طبق داده ها این خودرو شتاب ۰ تا ۱۰۰ خودرو را در ۹.۵ ثانیه تکمیل می کند و سرعت این خودرو هم ۱۹۰ کیلومتر است.
تعلیق جلوی این خودروی MPV از نوع مک فرسون است و در بخش عقب آن از ساختار مولتی لینک استفاده شده است. وزن خالص هایما ۷ ایکس توسط کمپانی سازنده ۱۶۷۰ کیلوگرم اعلام می شود.‌

## اپشن ها
اپشن های خودرو شامل:
- ترمز پارک برقی (EFB) با سیستم اتوهلد
- ترمز ضد قفل ABS
- سیستم کمک ترمز BAS
- سیستم توزیع متعادل نیروی ترمز EBD
- سیستم کمک به شروع حرکت در سربالایی HHC
- سیستم کمکی حرکت در سراشیبی (محدود کننده سرعت) HDC
- سیستم کنترل پایداری الکتریکی ESP
- سیستم کنترل کشش TCS
- ترمز اضطراری هوشمند با قابلیت شناسایی خودرو و عابر پیاده (رادار تضادف از جلو)
- ترمز کمکی اضطراری
- 6 کیسه هوا (راننده، سرنشین، جانبی جلو و پرده ای)
- کمربندهای 3 نقطه ای جلو با قابلیت تنظیم ارتفاع
- دستیار تغییر بین خطوط LCA
- رادار نقطه کور BSD
- هشدار خروج از بین خطوط LDW
- سیستم کمکی پارک اتوماتیک APA
- دوربین 360 درجه
- سنسور پارک عقب و جلو
- قفل کودک دربهای عقب
- چراغ ترمز سوم
- ایزوفیکس
- قفل مرکزی
- قطع خودکار سوخت هنگام تصادف
- باز شدن خودکار دربها هنگام تصادف
- اخطار سرعت بالا
- اخطار باز بودن درب ها
- اخطار باز بودن کمربند
- نمایش میزان باد لاستیک TPMS
- باک بنزین 55 لیتری
- رینگ آلومینیوم 19 اینچی
- تهویه اتوماتیک
- نمایشگر لمسی 12.3 اینچی، 6 بلندگو
- اتصال بلوتوث، پورت GPS، USB، میرورلینک، دکمه CONNECTED
- تنظیم صدا با سرعت خودرو
- کنترل صوتی، کنترل از روی فرمان
- امکان دریافت دستورات صوتی
- نمایش تصویر سرنشینان عقب روی نمایشگر
- پاور ویندوز، چهار شیشه برقی
- سه ردیف صندلی، گنجاش 7 نفر
- صندلی 6 حالته با تنظیم برقی راننده
- صندلی 4 حالته با تنظیم برقی سرنشین
- صندلی های نفرات ششم و هفتم کاملا جمع شونده در کف صندوق
- گرمکن و تهویه صندلی‌های جلو
- صندلی عقب تاشو به نسبت 60/40
- فرمان با کمک برقی
- آینه های تاشونده برقی، راهنما برروی آینه
- دی لایت، مه شکن عقب و جلو
- تنظیم دستی ارتفاع چراغ از داخل
- فرمان و صندلی های چرمی
- سقف پانورامیک بازشونده
- کروزکنترل آداپتیو (تطبیقی)
- ورود و استارت بدون کلید
- چراغ نقشه خوان جلو و عقب
- کامپیوتر سفر
- زیر آرنجی بازشونده ردیف جلو
- زیر آرنجی با جا لیوان ردیف عقب
- شارژر وایرلس
- باز شدن در صندوق با حرکت پا زیر سپر
- کول باکس

## طراحی داخلی
هایما هفت ایکس در بحث طراحی کابین متفاوت از کراس اوورها است. این خودرو چیدمان صندلی ۲+۲+۳ را دارد و در ردیف دوم این خودرو، دو صندلی با تنظیمات دستی نصب شده است. تریم داخلی این خودروی چینی دو رنگ است و کلاستر و مالتی مدیا یکپارچه بر روی داشبورد دیده می شود.‌ (آپشن ها در بخش قبلی گفته شده